# آیاکا (غذا)
در آمریکای لاتین آایاکا (تلفظ اسپانیایی: [aˈʎaka][aˈʝaka]; alt. یا دیکته hayaca و ayaca) غذایی است که برای درست کردن آن، سسی از گوشت گاو، خوک، مرغ یا ماهی (یا برخی جاهای دیگر برخی غذاهای دریایی دیگر) را در خمیر ذرت می‌ریزند و روی آن را با کشمش، کبر، زیتون و چند قاچ گوشت مرغ تزیین می‌کنند. مثل تاماله ای که در مکزیک درست می‌کنند آیاکا را در برگ موز می‌پیچند، با نخ می‌بیندند و آب‌پز می‌کنند. این غذا معمولاً در زمان کریسمس تهیه می‌شود و در ونزوئل، پورتوریکو، دومینیکن، اکوادور و کلمبیا به شیوه‌های مخلف درست می‌شود. اغلب معتقدند آیاکا یک غذای ملی ونزوئلا است؛ ولی در سراسر کشورهای کارائیب هم این غذا را به شیوه‌های مختلف درست می‌کنند. در دومینیکن، نام این غذا پاستلس ان هوخاس است که از موز سبز زمینی یا guanimos با خمیر ذرت درست می‌شود که گوشت چرخ کرده یا مرغ در آن می‌ریزند؛ در ترینیداد و توباگو نام این غذا پاستله و در پورتوریکو پاستل است و با موز درختی سبز، موز زمینی سبز، کدو و سبزیجات ریشه ای و خمیر سیب زمینی شیرین درست می‌شود. خاصیت این غذا خمیر ظریف ذرت است که با آب انواع سوپ‌ها و چربی خوک (مانتکا) درست می‌شود و رنگ آن از گیاه آناتو است. این غذا در شرق کوبا طرفداران بسیاری دارد.

## ریشه
به احتمال زیاد تمام غذاهایی که خمیر ذرت دارند و در برگ موز پیچیده می‌شود ریشه در تاماله دارند که در آمریکای مرکزی درست می‌شود. تاماله بت نام‌های مختلف در تمام مناطق اسپانیایی زمان آمریکای جنوبی تا آرژانتین تولید و مصرف می‌شود و اسپانیایی‌ها به محض فتح این منطقه درست کردن این غذا را به مردم این منطقه یاد دادند.

## نام
نظر آدولفو ارنست این است که کلمه hallaca از فعلی در زبان بومی گوارانی می‌آید که به صورت ayua یا ayuar به معنی مخلوط کردن یا ترکیب کردن بوده است. بعد کلمه ayuaca به معنی مخلوط شده به ayaca تبدیل شد و در نهایت حرف اچ که در اسپانیایی خوانده نمی‌شود به ابتدای آن اضافه شد: hayaca یا hallaca. نظریه دیری هست که می‌گوید این کلمه به معنی بستن و محکم کردن از یک زبان بومی در غرب کشور می‌آید. اولین بار که این کلمه در مفهوم مدرن استفاده شده است در سال ۱۷۸۱ در یک متن ایتالیایی به قلم فیلیپو سالواتوره جیلی زبان‌شناس است.

## سنت

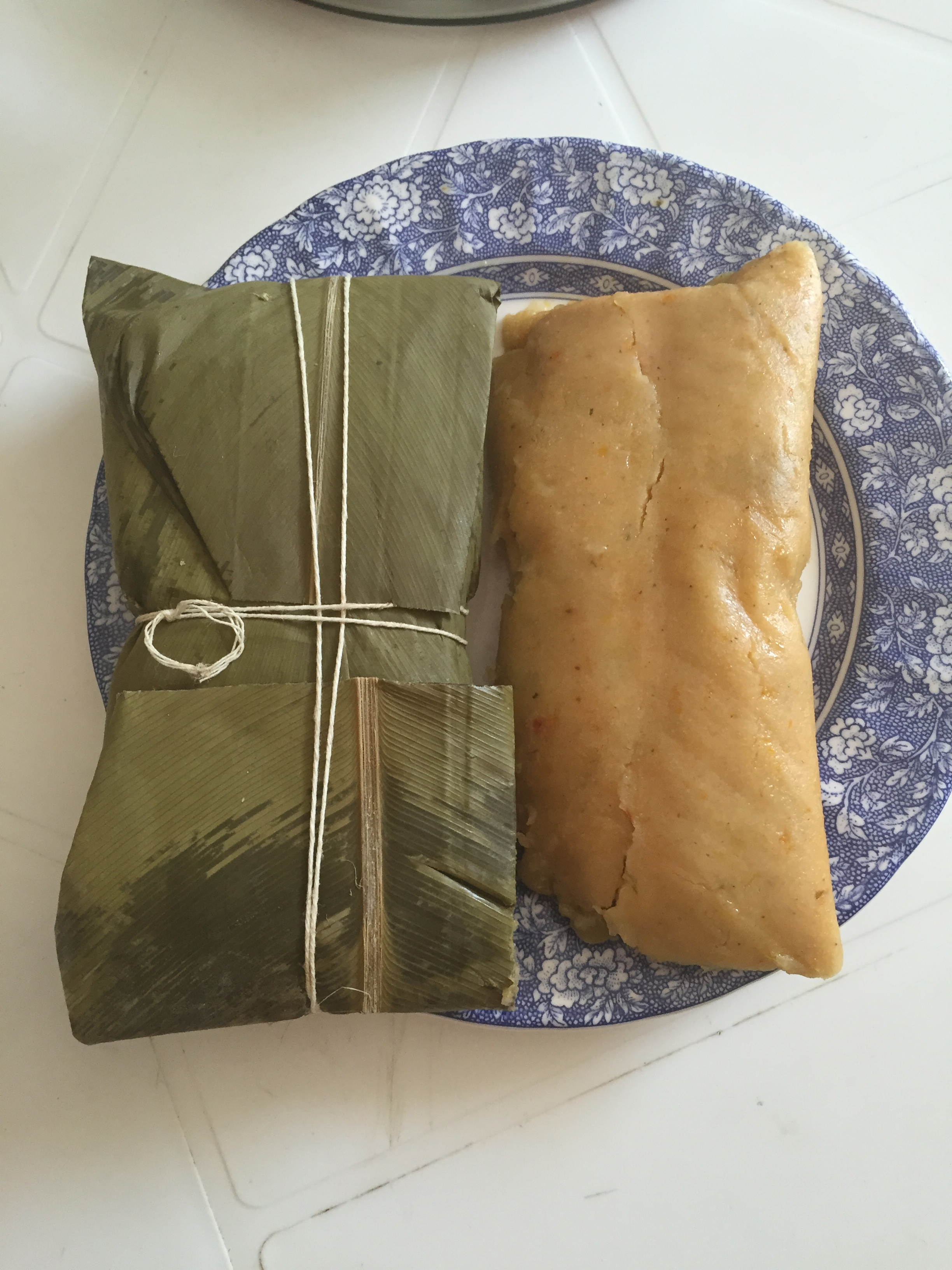
آیاکا آماده شده. در برگ موز پیچیده و پخته می‌شود و بعد برگ را برمی‌دارند و میل می‌کنند.

آیاکا یکی از اجزای اصلی جشن کریسمس در ونزوئلا است و معمولاً فقط در همان زمان خورده می‌شود. ازسویی می‌توان آن را میراث فرهنگ مختلط ونزوئلا دانست چون برای آماده‌سازی آن مواد اروپایی (کشمش، بادام و زیتون) مواد بومی (آرد ذرت، دانه آناتو و پیاز) و مواد آفریقایی (برگ دود خورده موز برای بسته‌بندی) مورد نیاز است.
برخلاف ونزوئلا این غذا در اکوادورو در تمام طول سال خورده می‌شود و چندین گونه از آن در سراسر کشور در مناطق مختلف وجود دارد. این غذا و هومیتا یکی از غذاهای سنتی اصلی اکوادور است.
در ترینیداد که فقط یازده کیلومتر از ساحل شرقی ونزوئلا فاصله دارد این غذا را به نام پاستله می‌شناسند. روش آماده‌سازی آن نیز مشابه است و نهایتاً کمی اندازه و مخلفات داخلی آن ممکن است تفاوت داشته باشد. یکی از گیاهانی که در ترینیداد در این غذا می‌ریزند زول بودار است (که خود به آن چادون بنی می‌گویند) و طعم غالب چاشنی‌های گوشتی در این منطقه را ایجاد می‌کند. برای توریتس‌های هندو و سایر گیاه خواران همین غذاها را با مواد گیاهی نظیر سویا و عدس غیره نیز تهیه می‌کنند. پاستله ترینیداد معمولاً از آیاکای ونزوئلا کوچک‌تر است.
در دو جزیره آروبا و کوراسائو، در سواحل فالکون ونزوئلا نام این غذا را به صورت ayaca یا ayaka می‌نویسند. مواد تشکیل دهنده آن گوشت خوک و مرغ با هم یا هر کدام به تنهایی، کبر، کشمش، یادام هندی، فلفل دلمه ای ترشی پیاز، آلو و زیتون است. خمیر آن از آرد ذرت سفید درست می‌شود و برگ‌ها را اول در گوشت یا روغن خوک می‌خوابانند. بعد گوشت پخته و مواد تشکیل دهنده دیگر را در برگ‌ها می‌ریزند، با نخ می‌بندند و ۲ ساعت آب‌پز می‌کنند. مزه این غذا در هر خانواده ای متفاوت است و برخی فلفل مادام ژانت که بسیار تند است به آن می‌زنند. شاید مهاجران این دستور غذا را با خود آورده باشند. در فرهنگ آروبا و کوراسائو در در ترینیداد چیزهایی بسیاری از فرهنگ‌های دیگر به وام گرفته شده است که در کریسمس استفاده می‌شود.
در پورتوریکو این غذا به عنوان یک خوراکی محلی زمانی بسیار محبوب بوده است و تصور می‌کنند از خوراکی‌های بومی آن منطقه است؛ ولی حتی مردم محلی هم آیاکا را از پاستله گوانیم و آلکاپوریا و امپانادا تشخیص نمی‌دهند چون این غذاها شباهت بسیاری با هم دارند. آیاکا در پورتوریکو از خمیر ذرت ساخته نمی‌شود و سرخ شده؛ آب‌پز یا بخارپز نیست بلکه به‌طور سنتی و معمولی در آتش زغال کباب و دودی می‌شود. ترکیب مخصوص این غذا با گیاه مانیوک، شیر، آناتو، برگ موز و پخت اب آتش زغال درپورتو ریکو نشان می‌دهد شاید این غذا اختراع قبایل تاینو یا بردگان آفریقایی یا اسپانیایی‌های استعمارگر باشد. این غذا به دلیل پخت طولانی و مفصلی که دارد امروز چندان یافت نمی‌شود، مگر در رستوران‌های خانوادگی ساحلی یا رستورا هاس نتی به نام کیوسکوس که روش‌های پخت قدیمی و کم سرعت هنوز در آن‌ها استفاده می‌شود.

## آماده‌سازی

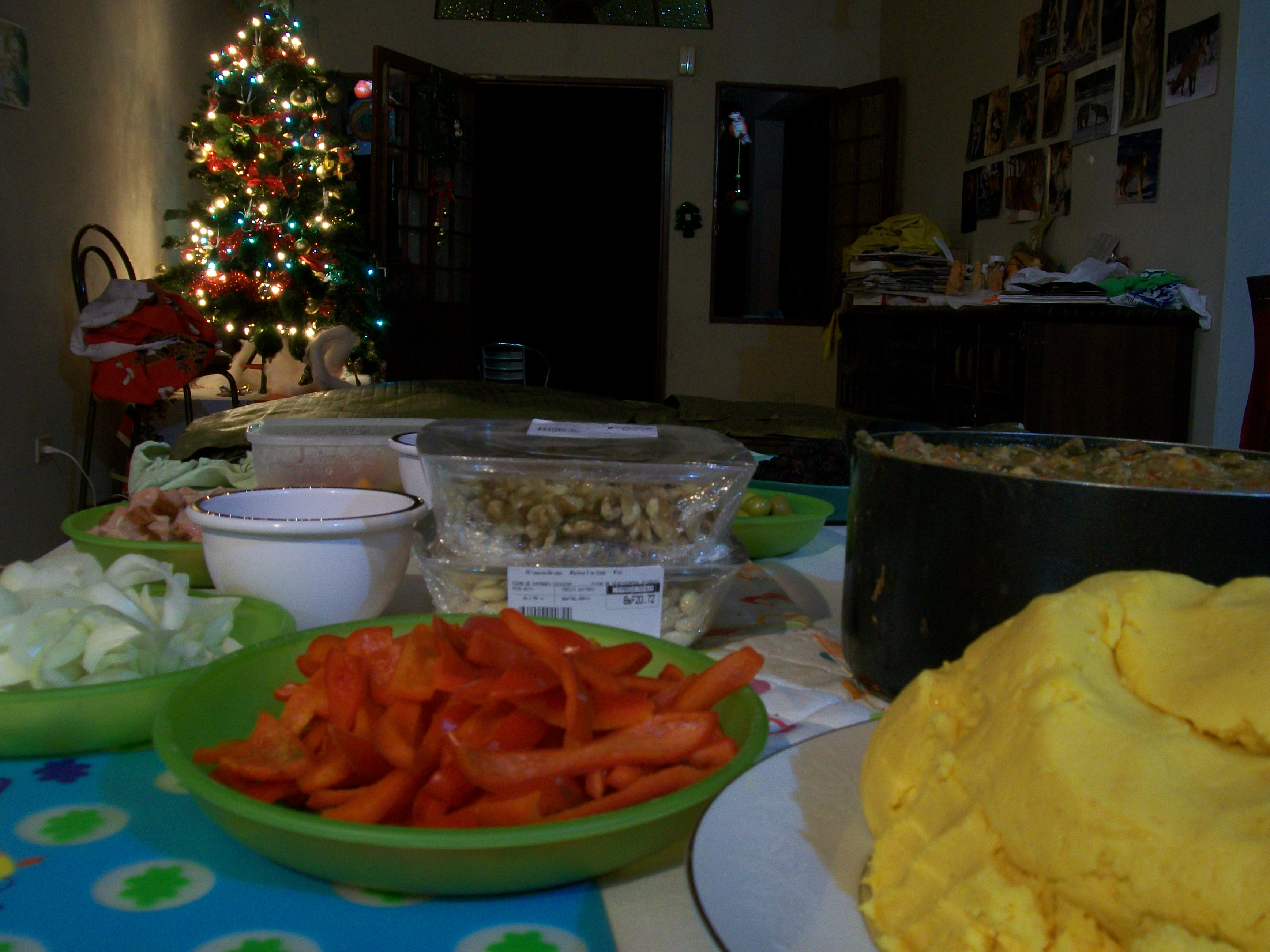
مواد لازمبرای پختن آیاکا این غذا یکی از محبوب‌ترین غذاهای در ونزوئلا درایام کریسمس است.

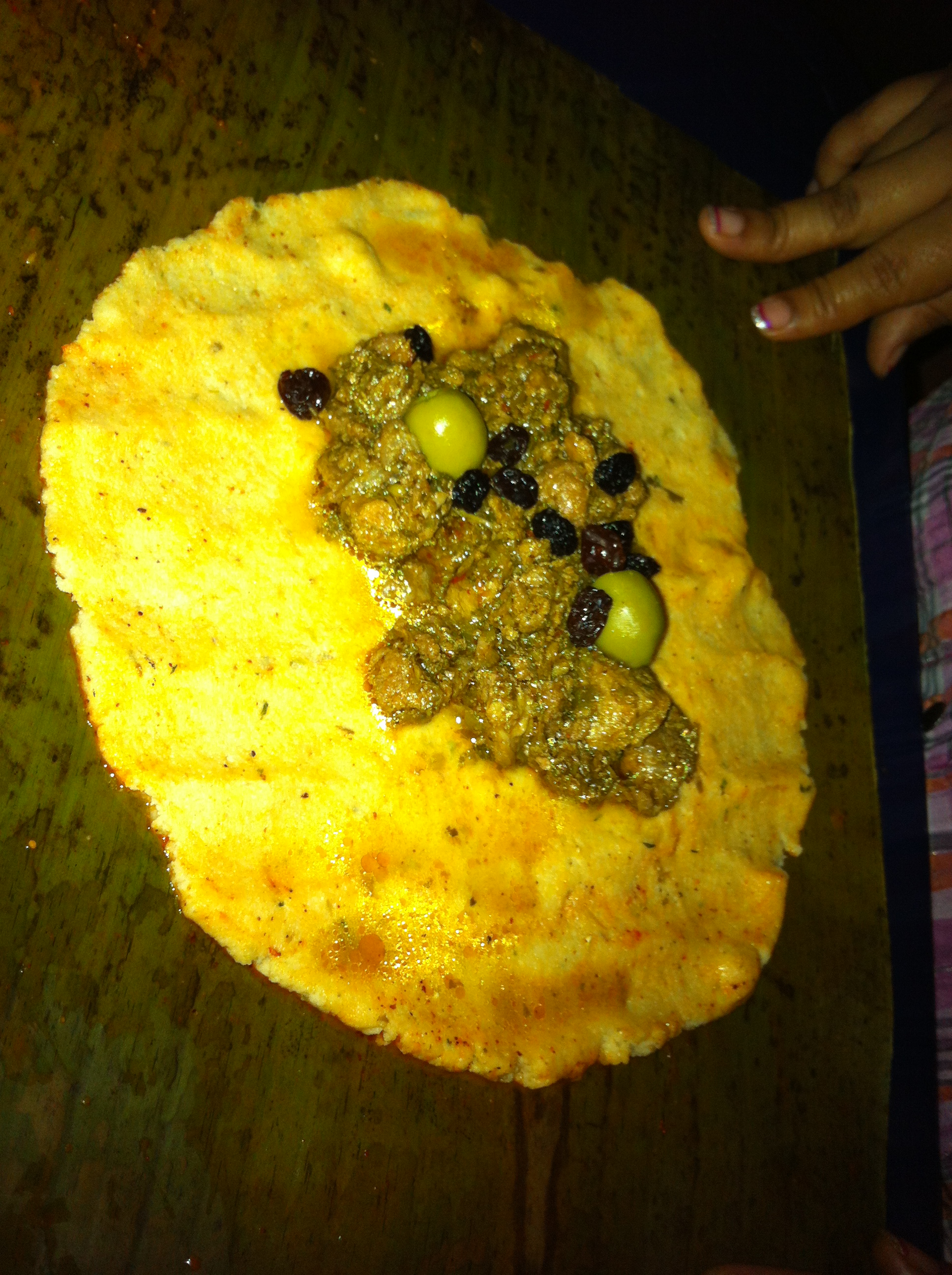
مواد آیاکا قبل از اینکه در برگ موز پیچیده بشود.

روش پخت سنتی آیاکا این است که برگهای موز را با روغن خوراکی که دانه رنگی آناتو در آن ریخته‌اند چرب می‌کنند و یک دایره خمیر ذرت (حدود 30 سانتی‌متر) روی آن می‌خوابانند و بعد مواد مختلف را روی آن می‌ریزیم. هر خانواده ای این غذا را به روش مخصوص خود درست می‌کند ولی اغلب ترکیبی از انواع گوشت‌های پخته (یا خام) با کشمش و زیتون سبز هسته جدا است. امروز دانه‌های فلفل سبز در داخل زیتون بسیار محبوب است. اهالی لوس لانوس تخم مرغ آب‌پز و تکه‌های فلفل قرمز هم به آن اضافه می‌کنند. می‌توان نخود، آجیل و بادام هم به آن اضافه کرد.
سپس خمیر پر از مواد را با دقت به شکل مستطیل می‌پیچند و با نخ می‌بندند تا در آب جوش بپزد. بعد از دو ساعت با چنگال آیاکا را برمی‌دارند، برگ آن را باز می‌کنند با همان وضع با سالاد مرغ و پان دژامون (نان ژامبون دار) یا نان ساده سرو می‌کنند. در آند محتوای داخل آیاکا همان زمان که در آب جوش قرار می‌گیرد می‌پزد ولی در سایر نقاط کشور معمولاً آن‌ها را از قبل می‌پزند.
بهترین حالت این است که ایاکا رنگ طلایی ابریشمی مایل به قرمز براق داشته باشد. مزه آن تعادلی بین شوری گوشت و زیتون و شیرینی کشمش و خمیر ذرت است.
پس از درست کردن آیاکاها باقی مانده مواد را مخلوط می‌کنند تا خمیر بشود. بعد آن را با همان وضع شکل می‌دهند، در برگ می‌پیچند و می‌پزند؛ ولی معمولاً اندازه آن کوچکتر و تعداد آن کمتر می‌شود. این خوراکی را بولو می‌نامند که و برای هر وعده غذایی قابل مصرف است.
پس از پخت می‌توان این غذا را منجمد کرد و چندین هفته نگهداری کرد بدون این که عطر و طعم آن تغییر کند. حتی برخی خانواده‌ها این غذا را نگهداری می‌کنند تا در اواخر ماه مه یا ژوئن سال آینده بخورند.
هر منطقه ای و هر خانواده ای این غذا را با مواد مختلفی درست می‌کنند. نخود، گوجه فرنگی، فلفل دلمه ای، ترشی سبزیج و سیر موادی است که غیرممکن نیست در هر جایی در این غذا داخل کنند یا نکنند. در آند به آن سیب زمینی اضافه می‌کنند. برخی از مواد تشکیل دهنده سنتی را می‌توان با انواع مواد محلی مانند ماهی و خرچنگ (ساحل شرقی) و خمیر موز زمینی (ماراکایبو) جایگزین کرد.

## فرهنگ
ساخت آیاکا کار زمان بر و سختی است و به همین دلیل هر مقدار که بخواهند در یک مرحله درست می‌کنند و سعی می‌کنند این قدر درست کنند تا در تمام تعطیلات بتوانند بخورند. این غذا به جهت تعدد مواد و خاصیت غذایی خوبی که دارند اهمیت اقتصادی بسیاری هم دارد. به همین دلیل مهم‌ترین روزنامه‌های ونزوئلا در آغاز ماه دسامبر هزینه پخت این غذا را برآورد کرده و افزایش هزینه‌های آن را گزارش می‌دهند.
برای درست کردن آیاکا اغلب اعضای خانواده در زمان تعطیلات دور هم جمع می‌شوند و با شادی برای شروع جشن و تعطیلات به تولید این غذا کمک می‌کنند. شاید بتوان به دلیل اهمیت فرهنگی که آیاکا در ونزوئلا این غذا را با غذای عید شکرگزاری در آمریکا مقایسه نمود.
می‌توان تصور کرد جریان ساخت این غذا یک فرایند مادرسالارانه است که مادربزرگ یا مادر رهبر آن است. کسانی که در ماه دسامبر به ونزوئلا می‌آیند اغلب تعجب می‌کنند که چرا این قدر آیاکا به آن‌ها تعارف می‌شود.
کسانی که این غذا را درست می‌کنند بر سر این که چه کسی ماهرتر است رقابت‌های دوستانه شکل می‌دهند و عبارت: la mejor hallaca es la que hace mi mamá به معنی بهترین آیاکا آن است که مادر من می پزد محصول این اتفاق است و منظور کسی که آن را بیان می کند ادای احترام و ابراز تعلق به خانواده خود است. این عبارت در یکی از ترانه‌های ونزوئلا خواننده پاپ ونزوئلایی راکل کاستانیو آمده است.